# Proconsul (musikgruppe)
Proconsul er en rumænsk musikgruppe, der blev dannet i 1999. Gruppen har modtaget adskillige hæderspriser. Blandt gruppens talrige hits må nævnes "Pentru tine", "Langa mine", "alaturi de tine", "Tu", "Zbor" og "Altceva".

## Medlemmer
Bogdan Marin (Bodo), Dragoș Dincă, Robert Anghelescu, James Alexander Lascu, LIuben Gordievski, Valentin Petricenco.

## Diskografi
- De la rusi (1999)
- Tatuaj (2000)
- Mi-ai luat inima (2001)
- 10 povesti (2003)
- 5 (2004)
- Balade pentru tine (2006)
- Da mai departe (2007)
- Sens unic (2009)
- Best Of (2011)